# 乌柿
乌柿（学名：Diospyros cathayensis）为柿科柿属下的一个种。